# Ewa Hołuszko
Ewa Maria Hołuszko (ur. 8 lipca 1950 w Białymstoku jako Marek Cyryl Hołuszko) – polska fizyczka, działaczka opozycyjna w okresie PRL, badaczka mniejszości narodowych, działaczka na rzecz osób transpłciowych.

## Życiorys
Studiowała fizykę na Uniwersytecie Warszawskim i Politechnice Warszawskiej (ukończyła na niej miernictwo w 1974). Po studiach wykładała w Wyższej Szkole Inżynierskiej w Radomiu, a następnie pracowała jako meteorolog w Instytucie Meteorologii i Gospodarki Wodnej. W 2001 ukończyła studia podyplomowe na kierunku pedagogika, a rok później fizykę.
Od 1980 była działaczką „Solidarności”. W opozycji działała pod pseudonimem „Hardy”. Była członkinią zarządu Regionu Mazowsze i przewodniczącą regionalnej Komisji Interwencyjnej. Delegatka na I Krajowy Zjazd Delegatów NSZZ „Solidarność” we wrześniu 1981, zasiadała w komisji uchwał i wniosków. Po wprowadzeniu stanu wojennego ukrywała się. Kierowała podziemnym Międzyzakładowym Komitetem Koordynacyjnym, w którym odpowiadała za druk i kolportaż podziemnej prasy (m.in. „Tygodnika Mazowsze” i „Woli”). W latach 1982–1983 więziona.
W latach 90. zaangażowała się w badania nad mniejszościami narodowymi w Polsce. Od 1996 do 1997 była nauczycielką fizyki w LXXIV LO im. Kazimierza Pułaskiego w Warszawie. Działa w Stowarzyszeniu Wolnego Słowa. W latach 1994–1997 współpracowała z Unią Pracy, w wyborach w 1997 kandydowała do Sejmu z jej listy w okręgu warszawskim. Potem wstąpiła do Unii Wolności, w której działała do 1999. Należała później do Partii Demokratycznej. Była kandydatką tego ugrupowania na liście Europy Plus w wyborach do Parlamentu Europejskiego w 2014. W 2015 zasiadła w zarządzie PD, która w 2016 przekształciła się w Unię Europejskich Demokratów. Członkinią zarządu partii była do 2017.
Jest pierwowzorem bohaterki sztuki Julii Holewińskiej Ciała obce, nagrodzonej w 2010 Gdyńską Nagrodą Dramaturgiczną. W 2011 nakręcono o niej film dokumentalny pt. Ciągle wierzę (reż. Magdalena Mosiewicz).
Tranzycję płciową zaczęła w listopadzie 1998 roku. W 2000 przeszła operacyjną korektę płci. Chociaż od dzieciństwa doświadczała dysforii płciowej. Jest wyznania prawosławnego i deklaruje się jako osoba wierząca.

## Odznaczenia
- Krzyż Oficerski Orderu Odrodzenia Polski (2006)[14]
- Krzyż Wolności i Solidarności (2016)[15]
- Odznaka „Zasłużony Działacz Kultury” (2001)